# Brunngöl
Brunngöl är en sjö i Åtvidabergs kommun i Östergötland och ingår i Vindåns huvudavrinningsområde.